# داروی تجویزی
داروی تجویزی (یا دارو یا دوا) دارویی است که جهت تشخیص، درمان یا پیشگیری از بیماری‌ها به کار می‌رود. دارو درمانی شاخه مهمی از پزشکی است که به داروشناسی جهت پیشرفت پیوسته و داروسازی جهت مدیریت مناسب متکی است.
این داروها ممکن است به صورت خوراکی (قرص و شربت)، مالیدنی (پماد و قطره)، استنشاقی (از راه تنفس)، شیاف مقعدی یا واژینال یا تزریقی (آمپول) عضلانی یا وریدی تهیه شده باشند.
داروها اصولاً باید در شرایط ویژه‌ای نگهداری شوند و تاریخ مصرف مشخصی دارند. نحوه مصرف دارو و دوز مؤثر (داروشناسی) آن در نسخه پزشک معالج مشخص می‌شود.

## بلاکباستر
«داروهای پرفروش» اصطلاحی است که در صنعت داروسازی برای توصیف دارویی استفاده می‌شود که در بازار بسیار موفق است و فروش و درآمد قابل توجهی ایجاد می‌کند. به‌طور معمول، یک داروی پرفروش برای تعداد زیادی از بیماران تجویز می‌شود و یک بیماری گسترده را درمان می‌کند، که به حجم بالای فروش آن کمک می‌کند. یک داروی پرفروش دارویی است که در یک سال بیش از ۱ میلیارد دلار درآمد برای یک شرکت داروسازی ایجاد می‌کند. سایمتیدین اولین دارویی بود که به بیش از ۱ میلیارد دلار در سال فروش رسید، بنابراین آن را به اولین داروی پرفروش تبدیل کرد. داروهای بلاکباستر معمولاً برای درمان مشکلات پزشکی رایج مانند کلسترول بالا، دیابت، فشار خون بالا، آسم و سرطان استفاده می‌شوند.